# Рябинин, Александр Васильевич
Алекса́ндр Васи́льевич Ряби́нин — советский хозяйственный, государственный и политический деятель.

## Биография
Родился в 1913 году в деревне Мельниха. Член КПСС.
С 1932 года — на хозяйственной, общественной и политической работе.
В 1932—1976 гг. — хозяйственный и инженерный работник в городе Москве, участник Великой Отечественной войны, партийный работник в городе Москве, заместитель заведующего военным отделом Московского горкома ВКП(б), председатель Свердловского районного Совета депутатов трудящихся, первый секретарь Свердловского райкома КПСС города Москвы, заместитель председателя Московского городского Совета депутатов трудящихся, заместитель председателя Московского отделения Всесоюзного акционерного общества «Интурист».
Делегат XX и XXI съездов КПСС.
Умер в Москве в 1976 году. Похоронен на Новодевичьем кладбище.